# Pilea chartacea
Pilea chartacea är en nässelväxtart som beskrevs av C.J. Chen. Pilea chartacea ingår i släktet pileor, och familjen nässelväxter. Inga underarter finns listade i Catalogue of Life.